# Lukullus (Tomate)

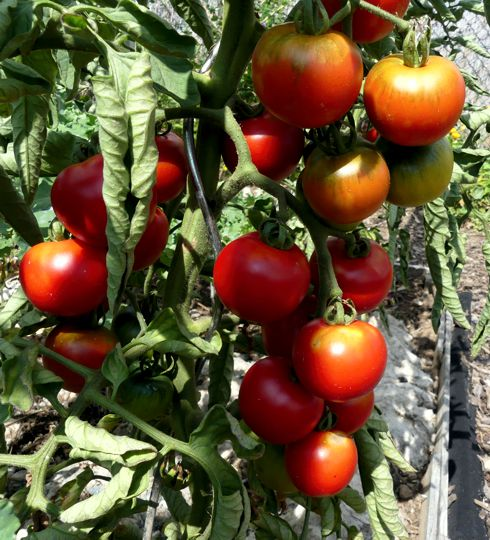
Tomate Lukullus

Die Tomate (Lycopersicon esculentum L.) Lukullus ist als Rote-Liste-Sorte in den Pflanzengenetischen Ressourcen Deutschlands (PGRDEU) der historisch genutzten Gemüse eingetragen.
Die Sorte wird im VEN (Verein zur Erhaltung der Nutzpflanzenvielfalt) als Erhalterringsorte geführt. Ringsorten werden innerhalb des VEN durch mehrere Gärtner bundesweit vermehrt, evaluiert und mittels eines zentralen Saatgutlagers gesichert.

## Sortenbeschreibung
Stabtomate; Blattform fiederblättrig; Fruchtstand einfache Traube; Ernte/Genussreife mittelfrüh (ab Mitte Juli);
Lukullus zeichnet sich durch einen sicheren Ertrag unter unterschiedlichsten Umweltbedingungen aus. Die roten Früchte sind mittelgroß, glatt, rund und weitestgehend platzfest. Vom Typ entspricht sie einer Salattomate, die ausgewogen im Geschmack ist, nicht zu sauer, aber auch nicht zu süß.

## Herkunft
1910 wird die Sorte in der Liste hervorragender Gemüsesorten auf der Ausstellung des Vereins zur Beförderung des Gartenbaues in Berlin geführt. An die Vereinsmitglieder wird zu Versuchszwecken kostenlos Saatgut abgegeben. Im Saatgutkatalog von Liebau & Co. Erfurt von 1911 wird die Sorte erstmals erwähnt. Sie wird als hervorragende Marktsorte mit außerordentlichem Wohlgeschmack beschrieben. Ferner werden ihre Frühreife und Ertragsfähigkeit hervorgehoben.
Franz Staib war von 1903 bis 1914 Inspektor bei der Samenzüchterei Martin Grashoff in Quedlinburg und der Terra AG (vormals Gustav Jaensch & Co. AG) in Aschersleben. Die Terra AG betrieb in Rathmannsdorf (jetzt Ortsteil von Staßfurt), Drohndorf (jetzt Ortsteil von Aschersleben) und Aschersleben Versuchsflächen.
1907 führte Staib in Rathmannsdorf Kreuzungsexperimente mit den Sorten Dänische Export und Juwel durch. Er schrieb darüber in Möllers Deutscher Gärtner-Zeitung von 1918: „Von Export sagte mir die Form, von Juwel die (glänzend rote) Farbe zu. Export dünnhäutig, Juwel widerstandsfähiger.“ Mit den Nachkommen (F1) von 1908 war Staib anfänglich nicht zufrieden: „Die Pflanzen entwickelten sich derart robust und hoch ins Kraut, daß ich drauf und dran war, die kleine Anpflanzung verschwinden zu lassen. Da entdeckte ich Blütenansatz, und die Weiterentwicklung zeigte ein so erfreuliches Ergebnis.“
Bereits kurze Zeit nach der Einführung avancierte Lukullus zur beliebtesten Tomatensorte. Bei einer Umfrage unter 82 Tomatenzüchtern votierten 38 für die Sorte aus Rathmannsdorf. Geisenheimer Frühe erhielt nur noch 29 Stimmen und auf dem dritten Platz landete Dänische Export mit 20 Stimmen.
Franz Staib züchtete später auch eine speziell für den Gewächshausanbau geeignete Form von Lukullus, er benannte sie Lukullus Treib. Diese Sorte wurde 1936 in der Sortenregisterstelle Calbe/S. geprüft, aber nicht als verschieden zu Lukullus eingeschätzt und gelangte daher nicht zur Zulassung.
Mitte der 1930er Jahre erfolgte in Deutschland eine Sortenbereinigung, um die hohe Anzahl an Sorten zu reduzieren. Viele der gehandelten Sorten waren sich sehr ähnlich, teilweise sogar nur Umbenennungen. 1937 waren nur noch elf Sorten zugelassen, dazu gehörte Lukullus. Auch nach dem Zweiten Weltkrieg konnte sich die Sorte zwischen den Neuzüchtungen behaupten. Von 1948 bis 1960 führte die Zentralstelle für Sortenwesen der DDR in Nossen Lukullus in ihrer Sortenliste. Bis in die heutige Zeit hinein hat die Sorte ihren Platz unter den Hobbygärtnern als Liebhabersorte.